# Edward Eliscu
Edward Eliscu (Nueva York, 2 de abril de 1902-Newtown (Connecticut), 18 de junio de 1998) fue un letrista estadounidense, que trabajó principalmente componiendo letras para musicales de Broadway y para películas.
Fue nominado al premio Óscar a la mejor canción original por Carioca para la película de 1933 Volando a Río, premio que finalmente le fue otorgado a la canción The Continental que cantaba la actriz y bailarina Ginger Rogers en la película La alegre divorciada.

## Premios y distinciones
Premios Óscar
| Año  | Categoría              | Canción   | Película                     | Resultado |
| ---- | ---------------------- | --------- | ---------------------------- | --------- |
| 1935 | Mejor canción original | «Carioca» | Volando hacia Río de Janeiro | Nominado  |